# Jacek Malicki
Jacek Malicki (ur. 1946) – polski muzyk, malarz.
Studiował matematykę i logikę. Malarz związany z kontrkulturą końca lat 60. W latach 70. zajął się m.in. sztuką alternatywną, muzyką, fotografią. Związany z nurtem konceptualnym w sztuce: „Muzeum 0”, Galeria „El”, Repassage, „Dziekanka”. Zajmuje się także tłumaczeniami tekstów z języka angielskiego.
W latach 70. był gitarzystą zespołu Grupa w Składzie, związany z Galerią Reapssage.
Obecnie mieszka i tworzy w Podkowie Leśnej.